# 이토 겐지
이토 겐지(일본어: 伊藤 健次, 1976년 6월 29일~)는 일본의 축구 선수이다.

## 구단 경력
1995년 재팬 풋볼 리그의 코스모 석유 욧카이치 FC에 입단했다. 1997년 J1리그의 나고야 그램퍼스 에이트로 이적했다. 1999년까지 5경기에 출전하여, 1득점을 넣었다. 2000년 일본 풋볼 리그의 자트코 TT로 이적했다. 2000년후 현역 은퇴.